# Аксёново (Алтайский край)
Аксёново — село в Ельцовском районе Алтайского края России. Входит в состав Мартыновского сельсовета.

## История
Деревня Аксёново была основана в 1776 году.
В 1928 году в деревне функционировала школа, имелось 94 хозяйства, проживало 538 человек. В административном отношении Аксёново являлось центром сельсовета Тогульского района Бийского округа Сибирского края.

## География
Село находится в восточной части Алтайского края, на левом берегу реки Чумыш, вблизи места впадения в неё реки Яма, на расстоянии примерно 25 километров (по прямой) к западу от села Ельцовка, административного центра района.

Уличная сеть
состоит из одной улицы (ул. Сабанцева).
Климат
умеренный, континентальный. Средняя температура января составляет −17 °C, июля — +18,4 °C. Годовое количество осадков составляет 496 мм.

## Население
| 1997 | 1998 | 1999 | 2000 | 2001 | 2002 | 2003 | 2004 | 2005 |
| ---- | ---- | ---- | ---- | ---- | ---- | ---- | ---- | ---- |
| 68   | ↗71  | →71  | ↗78  | ↘71  | ↘62  | ↘58  | ↘57  | ↘42  |
| 2006 | 2007 | 2008 | 2009 | 2010 | 2011 | 2012 | 2013 |      |
| ↘35  | ↘30  | →30  | ↗31  | ↘29  | ↘25  | ↘23  | ↗24  |      |

Национальный состав
Согласно результатам переписи 2002 года, в национальной структуре населения русские составляли 100 %.

## Транспорт
Через село (ул. Сабанцева) проходит автомобильная дорога общего пользования межмуниципального значения
«Аксеново — Антипино — Бураново» (01 ОП МЗ 01Н-4801) протяженностью 4,544 км.